# Japoema Futebol Clube
Japoema Futebol Clube, por vezes também conhecido como Japohema Football Club, foi uma agremiação esportiva do bairro do Méier, na cidade do Rio de Janeiro.

## História
O nome da equipe é um acrônimo do nome dos fundadores da equipe: José Araripe, Antenor Passos, Pedro Passos, Orlando Castro (Orlandinho), Elisiário Netto, Mario Braga, Amarildo Galvão (Batata) e Helio Ballard.[carece de fontes?] O nome de Helio Ballard não foi inicialmente colocado no acrônimo, porém por vezes clube é conhecido como Japohema Football Club, com a inicial de Helio.
O clube disputou duas vezes a segunda divisão do Campeonato Carioca, nos anos de 1935 e 1936. Disputou também o Torneio Aberto do Rio de Janeiro de 1936 e 1937